# August Bado
August Bado is een Surinaams politicus. Hij was van 2005 tot 2010 lid van de De Nationale Assemblée voor de BEP. In 2014 stapte hij over naar de NDP. Van circa 2016 tot 2021 was hij districtscommissaris van Tapanahony.

## Biografie

### Assembléelid 2005-2010
August Bado was lid van Broederschap en Eenheid in de Politiek (BEP) die aan de verkiezingen van 2005 in het district Marowijne deelnam in de A-Combinatie. Hij werd verkozen tot lid van De Nationale Assemblée en werd geïnstalleerd op 30 juni 2005. Hij was onder meer actief op het dossier van de houtkap door China Zhong Heng Tai, de zogenaamde Patamacca-overeenkomst.

### Onvrede tussen BEP en ABOP
Hij diende zijn termijn uit tot 2010, waarbij er net na de verkiezingen van 2010 meningsverschillen binnen de A-Combinatie naar buiten kwamen die hij toen inschatte als "niet zo erg dat [er] niet over gesproken kan worden". Terwijl de A-Combinatie in de weken erna zocht naar mogelijkheden om te regeren, vond hij dat te snel werd gekeken in richting van het Nieuw Front (onder meer VHP en NPS), terwijl hij meer zag in samenwerking met de Megacombinatie (onder meer de NDP). Voor een coalitie met de Megacombinatie werd enkele dagen later evenwel getekend, al kraakte het toen ook binnen de BEP-gelederen omdat de partij niet door A-Combinatie/ABOP-leider Ronnie Brunswijk was gekend over de ondertekening en de leiding van Brunswijk over de A-Combinatie tegenstand opriep.

### Overstap naar NDP
In november 2014 stapten Bado en Cyrano Asoiti over naar de NDP, uit onvrede over hun eigen partij en hoe die actuele problemen zou aanpakken. In de berichtgeving eromheen werd aangegeven dat zij een groep BEP-leden uit Albina zouden vertegenwoordigen, die in drie bussen zouden zijn afgereisd naar het NDP-partijcentrum Ocer. Leo Adams, de voorzitter van de ressortraad van Albina, ontkrachtte dit enkele dagen later in verschillende media. Volgens hem zou het alleen om Bado en Asoiti zijn gegaan en zou er sprake zijn geweest van stemmingmakerij.

### Districtscommissaris
In mei 2016 begon hij met een training om voorbereid te worden op de functie van districtscommissaris (dc) die hij zo'n vier maanden later afrondde. Vervolgens werd hij geïnstalleerd als dc voor het bestuursressort Tapanahony. Op Stoelmanseiland was voor miljoenen SRD een bestuurscentrum gebouwd met een groot kantoorpand en vier huizen voor de ambtenaren. De gebouwen werden echter niet gebruikt en raakten in 2018 overwoekerd met onkruid. Volgens bewoners zouden ze tijdens het bestuur van zijn voorgangster, Margaretha Malontie, wel zijn onderhouden maar liet Bado zich niet zien in het gebied.
Tijdens zijn bestuur brak in het goudzoekersdorp Antonio do Brinco een brand uit in een winkelpand waarbij een echtpaar met de Chinese nationaliteit het leven liet. Bij elkaar brandden vier winkels af en werd een vijfde leeggeplunderd. De brand ontstond 's avonds en was de volgende ochtend om 6 uur onder controle. De brand kon uitgroeien tot een dergelijke omvang door verkeerd opgeslagen benzinevaten. Volgens ABOP-leider Ronnie Brunswijk zou de omvang van de brand ook aan de opeengepakte bebouwing te wijten zijn geweest. Hij zou over de gevaarlijke situatie eerder zijn beklag hebben gedaan bij Bado.
Terwijl het kabinet-Santokhi/Brunswijk na de verkiezingen van 2020 vrijwel het gehele korps aan districtscommissarissen (dc's) had vervangen, werd August Bado niet meteen vervangen. Vicepresident Ronnie Brunswijk liet rond die tijd weten dat hij geen NDP'er als dc zou dulden en er ook een vervanger voor Bado zou komen. Bado werd uiteindelijk op 18 maart 2021 opgevolgd door Henk Deel.